# Die Bürgschaft (Weill)
Die Bürgschaft ist eine von Kurt Weill komponierte Oper in drei Akten mit einem Libretto von Caspar Neher nach Motiven aus Johann Gottfried Herders Parabel Der afrikanische Rechtsspruch, die am 10. März 1932 an der Städtischen Oper Berlin uraufgeführt wurde.

## Inhalt
Schauplatz ist das Fantasieland Urbs. Als der Viehhändler Mattes sein Hab und Gut verloren hat, übernimmt sein Freund, der Getreidehändler Orth, die Bürgschaft für ihn. Doch eine neue Macht kommt an die Regierung, mit ihr neue Gesetze und ein »Kommissär«, der über Leben und Tod entscheidet. Diktatur und Krieg korrumpieren die beiden Freunde zu gut verdienenden, willfährigen Werkzeugen der Macht. Am Ende rettet der Getreidehändler seine Haut, indem er den Viehhändler der aufgebrachten Volksmenge ausliefert. Johann Mattes wird erschlagen.

## Aufführungsgeschichte
Die Bürgschaft war Weills erste Oper nach dem Bruch mit Bertolt Brecht. Mit Libretto von Caspar Neher nach Motiven aus Johann Gottfried Herders Parabel Der afrikanische Rechtsspruch wurde Weills Oper am 10. März 1932 an der Städtischen Oper Berlin (Regie: Carl Ebert) uraufgeführt. Die Oper wurde dann nur noch am 12. April 1932 durch Walter Bruno Iltz in Düsseldorf (Dirigent: Jascha Horenstein) und bei Paul Bekker in Wiesbaden aufgeführt, anschließend von den Nationalsozialisten verboten und, anders als z. B. die Dreigroschenoper, auch lange Zeit nach dem Zweiten Weltkrieg nicht mehr aufgeführt.